# Abisara prunosa
Abisara prunosa är en fjärilsart som beskrevs av Moore 1897. Abisara prunosa ingår i släktet Abisara och familjen Riodinidae. Inga underarter finns listade i Catalogue of Life.